# Stylodipus andrewsi
Stylodipus andrewsi là một loài động vật có vú trong họ Dipodidae, bộ Gặm nhấm. Loài này được Allen mô tả năm 1925.